# Ke Huelga Radio
Ké Huelga Radio es una emisora de radio libre que emite desde 1999 que comenzó su transmisión a través del 102.1 de frecuencia modulada y posteriormente cambió a 102.9 MHz de la banda de frecuencia modulada donde continúa transmitiendo siguiendo el modelo de radio comunitaria.
No cuenta con un identificativo al no estar regulada por el Instituto Federal de Telecomunicaciones. Transmite con 20 watts de potencia en formato monoaural. Su transmisor se ubica en la planta baja del Edificio O de la Facultad de Ciencias.
Es un proyecto autogestivo que propone la apropiación de las tecnologías de transmisión y contribuir a romper el monopolio de los medios de comunicación en México. A través de diversas colaboraciones, difunde mensajes de luchas sociales de varias partes del mundo. Su sitio en internet contiene una amplia memoria de tales colaboraciones.
El nombre de la estación es una parodia de La Ké Buena y hace referencia a la Huelga estudiantil de la UNAM (1999-2000), proceso durante el que nació.

## Historia
La Ké Huelga nació durante la Huelga estudiantil de la UNAM en 1999 en la Facultad de Ingeniería de la UNAM, en donde se instaló e inició transmisiones, con el fin de dar información sobre dicho movimiento estudiantil. El proyecto funcionó en internet, y posteriormente en la radio. Desde entonces permanece en el espectro de la Ciudad de México, aunque de manera intermitente y ha transmitido usando las frecuencias 102.1 y 102.9.